# Domkirken i Amiens
Domkirken i Amiens eller Katedralen i Amiens (fransk: Cathédrale Notre-Dame d'Amiens) er den højeste fuldstændige katedral i Frankrig, med det største indvendige volume (estimeret til 200.000 m³). Hvælvets midtskib er 42,30 meter højt, det højeste i Frankrig. Denne monumentale katedral ligger i Amiens, hovedstaden i Picardie, i Sommedalen, lidt over 100 kilometer nord for Paris.

## Historie
Den sparsomme dokumentation fra opførelsen af den gotiske katedral kan skyldes brandene som ødelagte arkiverne i 1218 og igen i 1258 - en brand som også ødelagde selve katedralen. Biskop Evrard de Fouilly iværksatte arbejde på katedralen i 1220. Robert de Luzarches var arkitekten til 1228, og blev fulgt af Thomas de Cormont til 1258. Hans søn, Renaud de Cormot, var arkitekt til 1288. Corbies krøniker angiver færdiggørelsen af katedralen til 1266, men også derefter fortsatte man afsluttende arbejder. Gulvene er dækket med forskellige udformninger, så som svastikadekorationer. Labyrinten blev indsat i 1288. Der er talrige skulpturer i katedralen, som også huser det påståede hoved af Johannes Døberen, en relikvie bragt fra Konstantinopel af Wallon de Sarton da han vendte tilbage fra det fjerde korstog.
Domkirken i Amiens har været ramme om flere bemærkelsesværdige begivenheder, indbefattet ægteskabet mellem Karl 6. og Isabella af Bayern i 1385. Til trods for kampe omkring Amiens under første og anden verdenskrig, undgik katedralen alvorlige skader.
Midtskibet har en indvendig højde på 42,3 meter (jævnfør med Notre Dames 26 meter). Midtskibets arkader optager mere end halvdelen af højden. De vertikale elementer balanceres mod de horisontale i form af triforier og rækker med kapitæler.
Statuer af helgener i katedralens portal er blevet identificeret som de lokalt fejrede Victoricus, Fuscian og Gentian, St. Domitius, St. Ulfia og St. Fermin.
I 1981 blev katedralen optaget på UNESCOs verdensarvliste.